# National Nuclear Security Administration
National Nuclear Security Administration,  Administrația de Securitate Nucleară Națională (NNSA) face parte din Ministerului Energiei   al Statelor Unite (United States Department of Energy).

## Destinație
NNSA se preocupă de creșterea  securității externe prin utilizarea militară a energiei nucleare.